# Riboza 5-fosfat
Riboza 5-fosfat je proizvod i intermedijar pentozno fosfatnog puta. Zadnji stupanj oksidativnih reakcija pentozno fosfatnog puta je proizvodnja ribuloza 5-fosfata. U zavisnosti od stanja tela, ribuloza 5-fosfat može podleći revizibilnoj izomerizaciji u riboza 5-fosfat. Ribuloza 5-fosfat može alternativno podleći seriji izomerizacija kao i transaldolacija i transketolacija koje rezultuju u produkciji drugih pentozo fosfata, kao i fruktoza 6-fosfata i gliceraldehid-3-fosfata (koji su intermedijari u glikolizi).
Enzim riboza-fosfat difosfokinaza pretvara riboza 5-fosfat u fosforibozil pirofosfat.

## Literatura
- Diethmar S (2007). Handbook of Enzymes (2 изд.). Springer. стр. 1—22. ISBN 978-3-540-71525-2. doi:10.1007/978-3-540-71526-9_1.[мртва веза]

## Spoljašnje veze
- Pentozno fosfatni put
- PubChem